# Sphacelodes haïtiaria
Sphacelodes haïtiaria är en fjärilsart som beskrevs av Charles Oberthür 1923. Sphacelodes haïtiaria ingår i släktet Sphacelodes och familjen mätare. Inga underarter finns listade i Catalogue of Life.